# Pondok Batu (Kota Mukomuko)
Pondok Batu is een bestuurslaag in het regentschap Muko-Muko van de provincie Bengkulu, Indonesië. Pondok Batu telt 1117 inwoners (volkstelling 2010).